# Renault R31
La Renault R31 è una vettura di Formula 1 con cui il team Lotus Renault GP affronta il campionato 2011. La vettura è stata presentata il 31 gennaio 2011 presso il Circuito Ricardo Tormo di Valencia, in Spagna. Da questa stagione la Renault non ha più partecipazione azionaria nel team, che ha modificato il suo nome con l'arrivo dello sponsor Lotus Cars. Da quest'anno la scuderia corre con licenza britannica.
La coppia di piloti titolari è, inizialmente, confermata rispetto al 2010: il polacco Robert Kubica e il russo Vitalij Petrov; in seguito ad un grave incidente al Rally di Andora, Kubica verrà però sostituito da Nick Heidfeld prima dell'inizio della stagione.

## Livrea
La livrea della vettura è nera con inserti oro. Tale scelta è fatta per ricordare quella utilizzata della Lotus negli anni ottanta, con lo sponsor John Player Special. Alcuni hanno affermato che tale colorazione, ricordando quella di un pacchetto di sigarette, potrebbe incorrere nella violazione delle leggi anti-tabacco del Canada, e quindi non avrebbe potuto non essere usata nel gran premio di quel Paese. Tuttavia, dopo una serie di incontri con il Ministero della sanità del Québec è stata confermata la livrea adottata in tutti gli altri gran premi.
Spiccano sugli alettoni le bande rosse con il nome della Total.

## Sviluppo
L'aspetto aerodinamico della vettura presenta un'evoluzione della R30, legata anche all'introduzione delle nuove norme tecniche che vietano doppio diffusore e condotto F-duct, manovrato dal pilota.
Si nota un musetto posto più in alto e più affilato. Anche le pance laterali risultano più rastremate. Dal punto di vista tecnico si nota l'adozione di sospensioni pull-rod, che nella stagione 2010 furono una delle principali caratteristiche della vincente Red Bull RB6.
Gli pneumatici, come per le altre monoposto, sono forniti in questa stagione dalla Pirelli, e non più dalla Bridgestone.

## Piloti
- Nick Heidfeld -  - n.9 (gare 1-11)
- Vitalij Petrov -  - n.10 (gare 1-19)
- Bruno Senna -  - collaudatore, n.9 (gare 12-19)
- Romain Grosjean -  - collaudatore
- Ho-Pin Tung -  - collaudatore
- Jan Charouz -  - collaudatore
- Fairuz Fauzy -  - collaudatore

Per la stagione, la scuderia conferma la coppia di piloti titolari della stagione precedente, Robert Kubica e Vitalij Petrov. 
A loro si affiancano ben cinque collaudatori: Fairuz Fauzy, che nel 2010 aveva svolto tale funzione alla Lotus Racing; i confermati Ho-Pin Tung e Jan Charouz; i neo-arrivati Bruno Senna, impegnato nel 2010 con l'HRT, e Romain Grosjean, vincitore dell'Auto GP 2010 e già pilota Renault nel 2009 per alcuni Gran Premi.
Il 6 febbraio 2011, tuttavia, Robert Kubica, è vittima di un grave incidente nel corso di un rally disputato ad Andora, in provincia di Savona. Le ferite riportate impediscono la sua partecipazione al mondiale.
La scuderia ingaggia quale tester, nel frattempo, Nick Heidfeld, che nel 2010 aveva svolto i primi test per la Pirelli, ed era stato poi chiamato dalla Sauber per gli ultimi 5 gran premi stagionali. Heidfeld viene poi confermato quale pilota titolare in sostituzione di Kubica.
A partire dal Gran Premio del Belgio Bruno Senna è pilota titolare al posto di Nick Heidfeld.  Heidfeld ha avviato una causa legale contro la decisione del suo team.

## Scheda tecnica
- Lunghezza: 5100 mm
- Larghezza: 1800 mm
- Altezza: 950 mm
- Peso: 640 Kg (minimo regolamentare)
- Carreggiata anteriore: 1450 mm
- Carreggiata posteriore: 1400 mm
- Passo: -
- Telaio: monoscocca in materiale composito rinforzato con fibre di carbonio e nido d'ape di alluminio
- Trazione: posteriore
- Frizione:
- Cambio: 7 marce e retromarcia (comando semiautomatico sequenziale). Scatola in lega di titanio.
- Differenziale:
- Freni: Dischi e pastiglie in carbonio. Pinze AP Racing e pompe freno AP Racing e Brembo
- Motore: Renault RS27-2011 - 18.000 RPM (massimo regolamentare)
  - Num. cilindri e disposizione: 8 a V 90°
  - Cilindrata: 2.400 cm³
  - Alesaggio: -
  - Distribuzione:
  - Valvole:
  - Materiale blocco cilindri:
  - Olio: Elf
  - Benzina: Total
  - Peso: 95 kg (minimo regolamentare)
  - Alimentazione:
  - Accensione:
- Sospensioni: Anteriori a doppi triangoli sovrapposti con sistema push-rod e barra di torsione, posteriori a doppi triangoli sovrapposti con sistema pull-rod e molle di torsione
- Pneumatici: Pirelli
- Cerchi: OZ Racing 13" in lega di magnesio

## Stagione 2011

### Test
Il 1º febbraio, primo giorno di test sul Circuito di Valencia la vettura viene provata da Petrov, con qualche noia tecnica. Il giorno seguente è stato il turno di Robert Kubica, che ha percorso 104 giri, col quinto miglior tempo. Il giorno seguente, l'ultimo dei giorni di test, il polacco fa segnare addirittura il miglior tempo della tre giorni di test.
Nei test svolti sul Circuito di Jerez (10-13 febbraio) oltre a Petrov (i primi due giorni), hanno testato la vettura anche Nick Heidfeld e Bruno Senna. Il tedesco il terzo giorno ha fatto segnare il tempo migliore.
Nei primi test svolti sul Circuito di Barcellona la vettura nella prima giornata ha sofferto per dei problemi al KERS, mentre il giorno seguente, risolto il problema, Heidfeld ha chiuso quinto. I tempi sono stati poi confermati nelle rimanenti giornate di test.
Nella sessione di marzo di Barcellona il primo giorno Petrov ha chiuso col terzo tempo e Heidfeld col quinto, mentre anche il giorno successivo il russo ha confermato il terzo tempo. Heidfeld ha fatto segnare ancora il quarto tempo nel quarto giorno.

### Campionato
Nelle prime due gare del campionato la vettura ottiene due terzi posti: con Petrov in Australia e Heidfeld in Malesia. In questo gran premio il russo è autore di un pericoloso incidente, con la vettura che esce di pista, sobbalza su una cunetta, e ricade a terra con tale violenza da staccare lo sterzo.
Col prosieguo del campionato la vettura si dimostra meno competitiva, pur continuando ad andare a punti con regolarità, tanto da scivolare al quinto posto nella classifica dei costruttori. Nel Gran Premio d'Ungheria la vettura di Nick Heidfeld è costretta al ritiro per un principio d'incendio dovuto a un dado finito sotto la monoposto che provoca attrito.
La casa si classifica quinta nel mondiale costruttori.

## Risultati F1
| Anno | Team          | Motore              | Gomme | Piloti   |    |    |    |   |    |     |     |    |    |     |     |    |     |    |    |     |    |    |    | Punti | Pos. |
| ---- | ------------- | ------------------- | ----- | -------- | -- | -- | -- | - | -- | --- | --- | -- | -- | --- | --- | -- | --- | -- | -- | --- | -- | -- | -- | ----- | ---- |
| 2011 | Lotus Renault | Renault RS27 2.4 V8 | P     | Heidfeld | 12 | 3  | 12 | 7 | 8  | 8   | Rit | 10 | 8  | Rit | Rit |    |     |    |    |     |    |    |    | 73    | 5º   |
| 2011 | Lotus Renault | Renault RS27 2.4 V8 | P     | Petrov   | 3  | 17 | 9  | 8 | 11 | Rit | 5   | 12 | 12 | 10  | 12  | 9  | Rit | 17 | 9  | Rit | 11 | 13 | 10 | 73    | 5º   |
| 2011 | Lotus Renault | Renault RS27 2.4 V8 | P     | B. Senna |    |    |    |   |    |     |     |    |    |     | SP  | 13 | 9   | 15 | 16 | 13  | 12 | 16 | 17 | 73    | 5º   |
| 2011 | Lotus Renault | Renault RS27 2.4 V8 | P     | Grosjean |    |    |    |   |    |     |     |    |    |     |     |    |     |    |    |     |    | SP | SP | 73    | 5º   |

| Legenda | 1º posto     | 2º posto | 3º posto    | A punti         | Senza punti/Non class.  | Grassetto – Pole position Corsivo – Giro più veloce |
| Legenda | Squalificato | Ritirato | Non partito | Non qualificato | Solo prove/Terzo pilota | Grassetto – Pole position Corsivo – Giro più veloce |